# Samtgemeinde Heemsen
La Samtgemeinde Heemsen est une Samtgemeinde, c'est-à-dire une forme d'intercommunalité de Basse-Saxe, de l'arrondissement de Nienburg/Weser, au nord de l'Allemagne. Elle regroupe 4 municipalités.

## Source, notes et références
- (de) Cet article est partiellement ou en totalité issu de l’article de Wikipédia en allemand intitulé « Samtgemeinde Heemsen » (voir la liste des auteurs).